# José Meneses
José Salvador Meneses Rentería, detto Pistolas (San Antonio de los Arenales, 11 gennaio 1924 – Chihuahua, 24 aprile 2013), è stato un cestista messicano.

## Carriera
Eccellente tiratore, è stato uno dei più importanti esponenti della pallacanestro messicana. Con il Messico ha disputato i Giochi olimpici del 1952 e i Giochi panamericani del 1955; venne convocato anche per i Giochi di Melbourne 1956, ma un'operazione al setto nasale gli precluse la partecipazione.